# 디코이 (체스)
체스에서 디코이(영어: decoy) 전술은 상대 기물을 현재의 수비 위치에서 다른 곳으로 이동하도록 유도하는 것을 말한다. 일반적으로 자신의 기물을 미끼로 희생해서 상대 기물을 그 칸으로 유도한다. 보통 수비 기물의 제거, 포크 전술로의 연계, 체크메이트 등을 위해서 활용한다.

## 참고 문헌
- Hooper, David; Whyld, Kenneth (1996) [1992]. 《The Oxford Companion to Chess》 2판. Oxford University Press. ISBN 0-19-280049-3.